# The Rugby Championship 2014
The Rugby Championship 2014 war die dritte Ausgabe des jährlich stattfindenden Rugby-Union-Turniers The Rugby Championship, Nachfolger des seit 1996 bestehenden Wettbewerbs Tri Nations. An sechs Wochenenden zwischen dem 16. August und dem 4. Oktober 2014 wurde der Turniersieger in zwölf Spielen ermittelt. Jede der vier Nationalmannschaften spielte in einem Heim- und einem Auswärtsspiel gegen die jeweils anderen drei Teams. Den Titel gewannen zum dritten Mal in Folge die neuseeländischen All Blacks. Damit verteidigte man den Bledisloe Cup und den Freedom Cup, während sich Südafrika die Mandela Challenge Plate und Australien die Puma Trophy sicherten.

## Tabelle
|    | Land        | Spiele | Siege | Unent. | Ndlg. | Spiel- punkte | Diff. | Bonus- punkte | Tabellen- punkte |
| -- | ----------- | ------ | ----- | ------ | ----- | ------------- | ----- | ------------- | ---------------- |
| 1. | Neuseeland  | 6      | 4     | 1      | 1     | 164:91        | + 73  | 4             | 22               |
| 2. | Südafrika   | 6      | 4     | 0      | 2     | 134:110       | + 24  | 3             | 19               |
| 3. | Australien  | 6      | 2     | 1      | 3     | 115:160       | − 45  | 1             | 11               |
| 4. | Argentinien | 6      | 1     | 0      | 5     | 105:157       | − 52  | 3             | 7                |

## Spiele und Ergebnisse

### Erste Runde
| 16. August 2014 20:05 AEST | Australien                                  | 12 : 12       | Neuseeland                                 | ANZ Stadium, Sydney Zuschauer: 68.627 Schiedsrichter: Jaco Peyper (Südafrika) |
| 16. August 2014 20:05 AEST | Straftritte: Beale (4/5) 11., 44., 55., 69. | (3:9) Bericht | Straftritte: Cruden (4/5) 3., 6., 21., 59. | ANZ Stadium, Sydney Zuschauer: 68.627 Schiedsrichter: Jaco Peyper (Südafrika) |

| 16. August 2014 17:05 SAST | Südafrika                                                                                          | 13 : 6         | Argentinien                        | Loftus Versfeld Stadium, Pretoria Zuschauer: 30.453 Schiedsrichter: John Lacey (Irland) |
| 16. August 2014 17:05 SAST | Versuche: Pienaar 1. erh. Erhöhungen: Pollard (1/1) Straftritte: Pollard (1/1) 16. Steyn (1/1) 50. | (10:3) Bericht | Straftritte: Sánchez (2/2) 7., 42. | Loftus Versfeld Stadium, Pretoria Zuschauer: 30.453 Schiedsrichter: John Lacey (Irland) |

### Zweite Runde
| 23. August 2014 19:35 NZST | Neuseeland | 51 : 20        | Australien                                                                                        | Eden Park, Auckland Zuschauer: 48.211 Schiedsrichter: Romain Poite (Frankreich) |
| 23. August 2014 19:35 NZST | Versuche: Strafversuch 27. erh. Savea 30. erh. McCaw (2) 53. erh., 59. erh. Read 60. erh. Steve Luatua 80. erh. Erhöhungen: Cruden (5/5) Smith (1/1) Straftritte: Cruden (3/4) 5., 7., 17. | (23:6) Bericht | Versuche: Folau 61. erh. Hooper 64. erh. Erhöhungen: Beale (2/2) Straftritte: Beale (2/2) 1., 13. | Eden Park, Auckland Zuschauer: 48.211 Schiedsrichter: Romain Poite (Frankreich) |

| 23. August 2014 16:10 AST | Argentinien | 31 : 33         | Südafrika | Estadio Padre Ernesto Martearena, Salta Zuschauer: 17.000 Schiedsrichter: Steve Walsh (Australien) |
| 23. August 2014 16:10 AST | Versuche: Montero 25. erh. Cubelli 46. erh. Tuculet 50. n.erh. Erhöhungen: Sánchez (2/3) Straftritte: Sánchez (2/4) 3., 55. Bosch (1/1) 73. Dropgoals: Hernández (1/1) 12. | (13:16) Bericht | Versuche: Habana 31. erh. Hendricks 59. erh. Coetzee 68. erh. Erhöhungen: Pollard (1/1) Steyn (2/2) Straftritte: Pollard (3/3) 10., 22., 29. Steyn (1/1) 76. | Estadio Padre Ernesto Martearena, Salta Zuschauer: 17.000 Schiedsrichter: Steve Walsh (Australien) |

### Dritte Runde
| 6. September 2014 19:35 NZST | Neuseeland | 28 : 9         | Argentinien                              | McLean Park, Napier Zuschauer: 22.164 Schiedsrichter: Pascal Gaüzère (Frankreich) |
| 6. September 2014 19:35 NZST | Versuche: Savea (2) 26. n.erh., 43. n.erh. Messam 40. erh. Smith 72. erh. Erhöhungen: Slade (1/1) Straftritte: Barrett (1/2) 15. Slade (1/1) 64. | (13:6) Bericht | Straftritte: Sánchez (3/3) 18., 32., 62. | McLean Park, Napier Zuschauer: 22.164 Schiedsrichter: Pascal Gaüzère (Frankreich) |

| 6. September 2014 18:05 AWST | Australien                                                                                                   | 24 : 23         | Südafrika                                                                           | Subiaco Oval, Perth Zuschauer: 25.718 Schiedsrichter: George Clancy (Irland) |
| 6. September 2014 18:05 AWST | Versuche: Folau 1. n.erh. Horne 77. erh. Erhöhungen: Foley (1/2) Straftritte: Foley (4/4) 16., 27., 41., 68. | (11:14) Bericht | Versuche: Hendricks 12. n.erh. Straftritte: Steyn (6/6) 6., 18., 24., 44., 48., 62. | Subiaco Oval, Perth Zuschauer: 25.718 Schiedsrichter: George Clancy (Irland) |

### Vierte Runde
| 13. September 2014 19:35 NZST | Neuseeland                                                                      | 14 : 10       | Südafrika                                                                           | Westpac Stadium, Wellington Zuschauer: 35.747 Schiedsrichter: Jérôme Garcès (Frankreich) |
| 13. September 2014 19:35 NZST | Versuche: McCaw 46. n.erh. Straftritte: Cruden (2/3) 10., 23. Barrett (1/1) 66. | (6:7) Bericht | Versuche: Hendricks 15. erh. Erhöhungen: Pollard (1/1) Dropgoals: Pollard (1/1) 55. | Westpac Stadium, Wellington Zuschauer: 35.747 Schiedsrichter: Jérôme Garcès (Frankreich) |

| 13. September 2014 20:05 AEST | Australien | 32 : 25        | Argentinien | Robina Stadium, Gold Coast Zuschauer: 14.281 Schiedsrichter: Glen Jackson (Neuseeland) |
| 13. September 2014 20:05 AEST | Versuche: Hooper (2) 2. n.erh., 43. erh. Betham 59. n.erh. Erhöhungen: Foley (1/3) Straftritte: Foley (5/5) 15., 38., 40., 54., 73. | (14:7) Bericht | Versuche: Montero 6. erh. Bosch 63. erh. Tuculet 70. n.erh. Erhöhungen: Sánchez (2/3) Straftritte: Sánchez (2/3) 49., 57. | Robina Stadium, Gold Coast Zuschauer: 14.281 Schiedsrichter: Glen Jackson (Neuseeland) |

### Fünfte Runde
| 27. September 2014 17:05 SAST | Südafrika | 28 : 10        | Australien                                                                              | Newlands Stadium, Kapstadt Zuschauer: 44.955 Schiedsrichter: Nigel Owens (Wales) |
| 27. September 2014 17:05 SAST | Versuche: Coetzee 12. n.erh. de Villiers 71. n.erh., 80. erh. Lambie 78. n.erh. Erhöhungen: Lambie (1/3) Straftritte: Pollard (1/1) 43. Dropgoals: Lambie (1/1) 69. | (5:10) Bericht | Versuche: Ashley-Cooper 25. n.erh. Erhöhungen: Foley (1/1) Straftritte: Foley (1/2) 24. | Newlands Stadium, Kapstadt Zuschauer: 44.955 Schiedsrichter: Nigel Owens (Wales) |

| 27. September 2014 19:10 AST | Argentinien                                                                                       | 13 : 34        | Neuseeland | Estadio Ciudad de La Plata, La Plata Zuschauer: 37.000 Schiedsrichter: Craig Joubert (Südafrika) |
| 27. September 2014 19:10 AST | Versuche: Agulla 78. erh. Erhöhungen: González Iglesias (1/1) Straftritte: Sánchez (2/3) 16., 35. | (6:20) Bericht | Versuche: Smith 11. erh. Dagg 24. erh. Savea 56. erh. Perenara 67. erh. Erhöhungen: Barrett (4/4) Straftritte: Barrett (2/2) 3., 8. | Estadio Ciudad de La Plata, La Plata Zuschauer: 37.000 Schiedsrichter: Craig Joubert (Südafrika) |

### Sechste Runde
| 4. Oktober 2014 17:05 SAST | Südafrika | 27 : 25         | Neuseeland | Ellis Park Stadium, Johannesburg Zuschauer: 61.261 Schiedsrichter: Wayne Barnes (England) |
| 4. Oktober 2014 17:05 SAST | Versuche: Hougaard 11. erh. Pollard (2) 26. erh., 39. erh. Erhöhungen: Pollard (3/3) Straftritte: Pollard (1/2) 46. Lambie (1/1) 78. | (21:13) Bericht | Versuche: Fekitoa 32. erh. Smith 65. erh. Coles 69. n.erh. Erhöhungen: Barrett (2/3) Straftritte: Barrett (2/2) 8., 23. | Ellis Park Stadium, Johannesburg Zuschauer: 61.261 Schiedsrichter: Wayne Barnes (England) |

| 4. Oktober 2014 19:40 AST | Argentinien | 21 : 17        | Australien                                                                                             | Estadio Malvinas Argentinas, Mendoza Zuschauer: 26.000 Schiedsrichter: Nigel Owens (Wales) |
| 4. Oktober 2014 19:40 AST | Versuche: Senatore 34. n.erh. Imhoff 52. erh. Erhöhungen: Sánchez (1/2) Straftritte: Sánchez (3/5) 40., 43., 74. | (8:14) Bericht | Versuche: Kuridrani 2. erh. Higginbotham 12. erh. Erhöhungen: Foley (2/2) Straftritte: Foley (1/3) 47. | Estadio Malvinas Argentinas, Mendoza Zuschauer: 26.000 Schiedsrichter: Nigel Owens (Wales) |

## Statistik

### Meiste erzielte Versuche
|    | Name             | Versuche | Land       |
| -- | ---------------- | -------- | ---------- |
| 1. | Julian Savea     | 4        | Neuseeland |
| 2. | Cornal Hendricks | 3        | Südafrika  |
| 2. | Michael Hooper   | 3        | Australien |
| 2. | Richie McCaw     | 3        | Neuseeland |

### Meiste erzielte Punkte
|    | Name            | Punkte | Land        |
| -- | --------------- | ------ | ----------- |
| 1. | Nicolás Sánchez | 52     | Argentinien |
| 2. | Bernard Foley   | 64     | Australien  |
| 2. | Handré Pollard  | 64     | Südafrika   |
| 4. | Aaron Cruden    | 37     | Neuseeland  |
| 5. | Beauden Barrett | 30     | Neuseeland  |